# Cascavel
Cascavel  este un oraș în Paraná (PR), Brazilia.